# Gregory Porter
Pour les articles homonymes, voir Porter.
Gregory Porter, né le 4 novembre 1971 à Sacramento, Californie, est un auteur-compositeur, chanteur et acteur américain.
Gregory Porter est influencé par la musique soul de Marvin Gaye et par le jazz de Nat King Cole. En 2010, il sort son premier album, intitulé Water. Au moment de sa sortie, le disque reçoit d'excellentes critiques. En 2013, avec son troisième album intitulé Liquid Spirit, le chanteur confirme son succès aux États-Unis et en Europe. Liquid Spirit remporte même le Grammy Award du meilleur album de jazz vocal. Gregory Porter est également un acteur de théâtre. Il s'est notamment illustré à Broadway, dans la comédie musicale It Ain't Nothin' But the Blues.

## Biographie

### Le chant et le théâtre: deux passions
Gregory Porter est né à Sacramento et a grandi à Bakersfield, en Californie. Il est le septième enfant de sa famille et a trois sœurs et cinq frères. Sa mère est pasteur et il ne connaît pratiquement pas son père. Gregory Porter entre à  l'Université d'État de San Diego grâce à une bourse universitaire sportive. En effet, le jeune Gregory Porter souhaite mener une carrière dans le football américain. Mais, une blessure à l'épaule l'empêche définitivement de poursuivre son avenir sportif.
Gregory Porter décide alors de se consacrer au chant, car la musique l'attire tout particulièrement. Le jeune étudiant se produit dans des clubs de jazz et chante dans des chorales de gospel. Ces deux genres musicaux ont d'ailleurs bercé la jeunesse de Gregory Porter. À l'université, il est rapidement encouragé par son professeur de musique, Kamau Kenyatta. Ce saxophoniste, pianiste et compositeur devient son mentor et joue un rôle essentiel dans le développement professionnel de Gregory Porter. Kamau Kenyatta présente son étudiant au flûtiste Hubert Laws. Ce dernier fait passer une audition à Gregory Porter, qui interprète Smile de Nat King Cole. Après avoir entendu le jeune chanteur, Hubert Laws le choisit pour interpréter cette chanson dans son album Hubert Laws Remembers the Unforgettable Nat "King" Cole. Cet album est sorti en 1998 et rend hommage au crooner Nat King Cole. Eloise Laws, la sœur de Hubert, remarque Gregory Porter lors de son audition. Elle lui confie alors un rôle principal dans la comédie musicale intitulée It Ain't Nothin' But the Blues, qui retrace l'histoire du blues. Gregory Porter se produit sur scène avec Eloise Laws, mais aussi avec l'acteur Ron Taylor. En 1996, It Ain't Nothin' But the Blues est joué à l'Arena Stage de Washington. Puis, en 1999, la comédie musicale est à l'affiche de l'Ambassador Theatre à Broadway. Le 9 janvier 2000, It Ain't Nothin' But the Blues est jouée pour la dernière fois : c'est la deux cent quatre-vingtième représentation. Au cours de la même période, la pièce est nommée pour quatre Tony Awards, dont celui de la meilleure comédie musicale,. En 2004, Gregory Porter joue à nouveau au théâtre. Il tient cette fois le rôle-titre de la comédie musicale Nat King Cole and Me.

### Premiers albums et reconnaissance
Gregory Porter souhaite écrire et interpréter ses propres chansons. Il enregistre son premier album, qui s'intitule Water. Celui-ci sort en novembre 2010 aux États-Unis. Cet album est produit par Kamau Kenyatta, son professeur et ami. Michael G. Nastos publie une critique positive de Water sur le site américain AllMusic. Il considère Gregory Porter comme une « future grande star masculine du jazz », et le compare à José James. En 2011, Water est nommé aux Grammy Awards dans la catégorie meilleur album de jazz vocal,. Cette nomination permet à Gregory Porter de se produire dans plusieurs festivals, ainsi que dans des émissions de télévision et de radio. En avril 2011, Gregory Porter apparaît dans l'émission Later… with Jools Holland, animée par le pianiste Jools Holland sur la chaîne anglaise BBC Two. Il participe également à l'émission radiophonique de Jamie Cullum sur BBC Radio 2. Gregory Porter se produit en concert dans son pays natal, notamment au National Black Arts Festival d'Atlanta. Une tournée est aussi organisée aux Pays-Bas et au Royaume-Uni, où il partage la scène avec Jools Holland et son Rhythm & Blues Orchestra.
Pour son deuxième album, Gregory Porter « aspire à retrouver l'authenticité qu'on ressent à l'écoute de Bill Withers dans [ses] propres compositions ». En 2012 son nouvel album est intitulé Be Good. Le style de Nat King Cole est très présent dans sa musique : « il continue d'incarner la figure du père idéal pour moi, explique Gregory Porter. Ses textes de chansons ressemblent à des recommandations qu'on peut suivre toute sa vie ». Pour promouvoir ce deuxième album, le chanteur parcourt l'Europe et ses provinces. Il se produit ainsi à Paris, Llandudno, Malmö, Oslo, ou encore à Vienne. En 2013, Gregory Porter sort un troisième album intitulé Liquid Spirit. Cet album marque une rupture entre les deux premiers albums du chanteur. Tout d'abord, il n'est plus produit par le label Motéma Music mais par Blue Note. Cet album est aussi plus personnel que les précédents. Au moment de la sortie de Liquid Spirit, Gregory Porter déclare que « [ses] chansons traitent de sujets qui [lui] sont familiers : la douleur, l'amour maternel, les blessures provoquées par l'injustice et le racisme ». Les critiques françaises apprécient Liquid Spirit. Selon Olivier Nuc, Gregory Porter fait entendre « sa plus belle brassée de compositions depuis ses débuts ». Pour Paola Genone, Liquid Spirit « déclenche une furieuse envie de danser ». En 2014, Liquid Spirit remporte le titre de meilleur album de jazz vocal lors de la 56e cérémonie des Grammy Awards.
En 2016, Gregory Porter sort un quatrième album intitulé Take Me to the Alley. L'année suivante, il remporte pour la deuxième fois le Grammy Award du meilleur album de jazz vocal.

### Autres projets musicaux
Parallèlement à sa carrière solo, Gregory Porter participe à différents projets musicaux. En 2013, il enregistre une chanson pour l'album Evolutionary Minded, qui rend hommage à Gil Scott-Heron. L'année suivante, il reprend Don't Let Me Be Misunderstood avec Jamie Cullum, pour son album Interlude. Gregory Porter collabore également avec des DJ comme le Français Ludovic Navarre, qui a remixé Musical Genocide, et l'Allemand Claptone, qui a remixé la chanson Liquid Spirit,. En 2015, Disclosure et Gregory Porter enregistrent la chanson Holding On. Avec ce morceau, Gregory Porter passe du jazz à la musique house. Ce passage d'un genre à un autre ne dérange pas le chanteur, qui déclare être « intéressé par tous les genres de musique et par tous les moyens de s'exprimer musicalement ». En 2018, il interprète That's How I Got to Memphis (version originale de Sur la route de Memphis) sur l'album La Même Tribu, volume 2, en duo avec le chanteur français Eddy Mitchell.

## Vie privée
Gregory Porter porte régulièrement sur sa tête une casquette noire et une cagoule, qui dissimule le contour de son visage et sa nuque. En 2012, lors d'une interview pour le site JazzWeekly.com, George W. Harris lui demande pourquoi il porte cette tenue et Gregory Porter répond : « J'ai subi plusieurs opérations de la peau et je m'habille ainsi depuis quelque temps déjà et je continuerai encore pour un bon moment. Les gens me reconnaissent désormais grâce à ça. C'est ainsi. »

## Discographie

### Albums studio
- 2010 : Water
- 2012 : Be Good
- 2013 : Liquid Spirit
- 2016 : Take Me to the Alley
- 2017 : Nat "King" Cole & Me
- 2020 : All Rise
- 2023 : Christmas Wish

### Albums en concert
- 2016 : Live in Berlin (Eagle Vision/Universal, 2CD + DVD)
- 2018 : One Night Only - Live at the Royal Albert Hall